# Sikojärvi
Sikojärvi eller Kotojärvi är en sjö i Finland. Den ligger i kommunen Birkala  i landskapet Birkaland, i den södra delen av landet, 160 km nordväst om huvudstaden Helsingfors. Sikojärvi ligger 113 meter över havet. Arean är 4,3 hektar och strandlinjen är 0,95 kilometer lång. Sjön  ingår i Kumo älvs huvudavrinningsområde.   I omgivningarna runt Sikojärvi växer i huvudsak blandskog.